# حسن‌آباد (بختاجرد)
حسن‌آباد (بختاجرد) یک روستا در ایران است که در شهرستان داراب استان فارس واقع شده‌است. حسن‌آباد ۳۰ نفر جمعیت دارد.